# Ensayo de Penetración Estándar

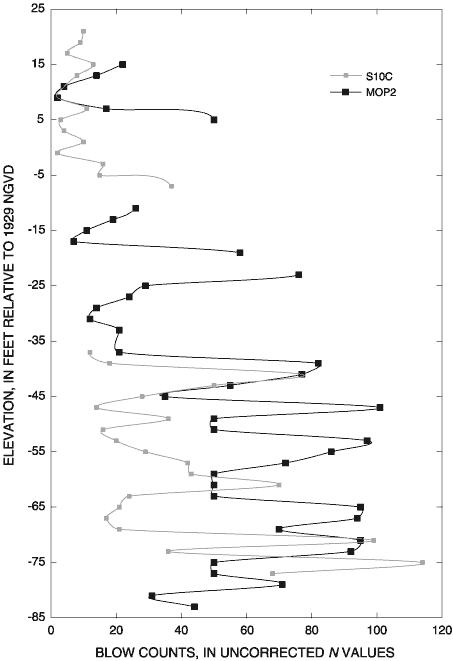
Gráfica que se puede obtener del ensayo. Se observa que la resistencia en general aumenta con la profundidad y que hay capas que presentan una resistencia importante mientras otras se muestran más blandas.

El ensayo de penetración estándar o SPT (del inglés Standard Penetration Test), es un tipo de prueba de penetración dinámica, empleada para ensayar terrenos en los que se quiere realizar un reconocimiento geotécnico.
Constituye el ensayo o prueba más utilizado en la realización de sondeos, y se realiza en el fondo de la perforación.
Consiste en contar el número de golpes necesarios para que se introduzca a una determinada profundidad una cuchara (cilíndrica y hueca) muy robusta (diámetro exterior de 51 milímetros e interior de 35 milímetros, lo que supone una relación de áreas superior a 100... ¿?), que permite tomar una muestra, naturalmente alterada, en su interior. El peso de la masa está normalizado, así como la altura de caída libre, siendo de 63'5 kilogramos y 76 centímetros respectivamente.

## Descripción del ensayo SPT.
Una vez que en la perforación del sondeo se ha alcanzado la profundidad a la que se ha de realizar la prueba, sin avanzar la entubación y limpio el fondo del sondeo, se desciende el toma muestras SPT unido al varillaje hasta apoyar suavemente en el fondo. Realizada esta operación, se eleva repetidamente la masa con una frecuencia constante, dejándola caer libremente sobre una sufridera que se coloca en la zona superior del varillaje.
Se contabiliza y se anota el número de golpes necesarios para hincar la cuchara los primeros 15 centímetros ({\displaystyle N_{0-15}}).
Posteriormente se realiza la prueba en sí, introduciendo otros 30 centímetros, anotando el número de golpes requerido para la hinca en cada intervalo de 15 centímetros de penetración ({\displaystyle N_{15-30}} y {\displaystyle N_{30-45}}).
El resultado del ensayo es el golpeo SPT o resistencia a la penetración estándar:
{\displaystyle N_{SPT}} = {\displaystyle N_{15-30}} + {\displaystyle N_{30-45}}
Si el número de golpes necesario para profundizar en cualquiera de estos intervalos de 15 centímetros, es superior a 50, el resultado del ensayo deja de ser la suma anteriormente indicada, para convertirse en rechazo (R), debiéndose anotar también la longitud hincada en el tramo en el que se han alcanzado los 50 golpes. El ensayo SPT en este punto se considera finalizado cuando se alcanza este valor. (Por ejemplo, si se ha llegado a 50 golpes en 120 mm en el intervalo entre 15 y 30 centímetros, el resultado debe indicarse como {\displaystyle N_{0-15}/50} en 120 mm, R).
Como la cuchara SPT suele tener una longitud interior de 60 centímetros, es frecuente hincar mediante golpeo hasta llegar a esta longitud, con lo que se tiene un resultado adicional que es el número de golpes {\displaystyle N_{45-60}}. Proporcionar este valor no está normalizado, y no constituye un resultado del ensayo, teniendo una función meramente indicativa.

## Ventajas del SPT
Una ventaja adicional es que al ser la cuchara SPT un tomamuestras, permite visualizar el terreno donde se ha realizado la prueba y realizar ensayos de identificación, y en el caso de terreno arcilloso, de obtención de la humedad natural.

## Aplicaciones y correlaciones
El ensayo  SPT tiene su principal utilidad en la caracterización de suelos granulares (arenas o gravas arenosas), en las que es muy difícil obtener muestras inalteradas para ensayos de laboratorio. 
Al estar su uso muy extendido y dispone de una gran experiencia geotécnica en estas pruebas, se han planteado correlaciones entre el golpeo SPT y las características de los suelos arenosos, así como con diversos aspectos de cálculo y diseño geotécnico.
También existen correlaciones en el caso de que el terreno sea cohesivo, pero al ser un ensayo prácticamente instantáneo, no se produce la disipación de los incrementos de presiones intersticiales generados en estos suelos arcillosos por efecto del golpeo, lo que claramente debe influir en el resultado de la prueba.
Por ello, tradicionalmente se ha considerado que los resultados del ensayo SPT (y por extensión, los de todos los penetrómetros dinámicos) en ensayos cohesivos no resultan excesivamente fiables para la aplicación de correlaciones. En la actualidad, este criterio está cuestionado, siendo cada vez más aceptado que las pruebas penetrométricas pueden dar resultados igualmente válidos en todo tipo de suelo. En cualquier caso, al margen de la validez o existencia de correlaciones, el valor del golpeo obtenido en un ensayo de penetración simple es un dato indicativo de la consistencia de un terreno susceptible de su utilización para la caracterización o el diseño geotécnicos.
Cuando el terreno atravesado es grava, la cuchara normal no puede hincarse, pues su zapata se dobla. Con frecuencia se sustituye por una puntaza maciza de la misma sección (no normalizada). El ensayo SPT no proporciona entonces muestra. El golpeo así obtenido debe corregirse dividiendo por un factor que se considera del orden de 1'5.

### Correlación entre el golpeo SPT y la consistencia del suelo atravesado
Existen diversas correlaciones entre el resultado del ensayo SPT y las características del terreno (compacidad, resistencia y deformabilidad), e incluso con dimensiones de la cimentación requerida para un valor del asiento que se considera admisible.
Sin embargo, las principales correlaciones que ligan el golpeo SPT con las características del terreno, lo hacen respecto a los parámetros ángulo de rozamiento interno y densidad relativa en las arenas (siendo la densidad relativa {\displaystyle D_{r}=(e_{max}-e)} / {\displaystyle (e_{max}-e_{min})}). En los terrenos cohesivos, aun cuando no son tan aceptadas, existen correlaciones respecto a la resistencia al corte sin drenaje {\displaystyle c_{u}}.
En algunas ocasiones, el valor del golpeo SPT debe ser afectado por unos factores correctores para tener en cuenta la profundidad a la que se realiza el ensayo, y la influencia de la ubicación de dicho ensayo sobre la capa freática.
Hay que tener cuidado, ya que en terrenos por ejemplo con gravas o bolos o en arcillosos duros, podemos tener mayorado nuestro SPT, no siendo este ensayo entonces representativo de las características del terreno.

### Influencia de la profundidad
La penetración en las arenas depende de la resistencia del terreno, que a su vez es función del ángulo de rozamiento, o del índice de densidad, y del estado tensional en el que se encuentre el terreno haciendo de antemano los anteriores ensayos.